# La Pinta (Coahuila)
La Pinta es una localidad del estado mexicano de Coahuila. Es parte del municipio de Francisco I. Madero.

## Demografía
| Gráfica de evolución demográfica |
|                                  |

| Censo | Población |
| ----- | --------- |
| 1940  | 864       |
| 1950  | 1 119     |
| 1960  | 1 084     |
| 1970  | 1 148     |
| 1980  | 1 495     |
| 1990  | 1 477     |
| 2000  | 1 033     |
| 2010  | 1 165     |
| 2020  | 1 027     |